# Cécile Fatiman
Cécile Fatiman, född 1771, död 1883, var en haitisk voodooprästinna, en mambo. Hon är berömd för sitt deltagande vid den voodooceremoni som hölls i Bois Caiman den 14 augusti 1791, och som markerade början på den haitiska revolutionen.

## Biografi
Cecile Fatiman var enligt traditionen dotter till en afrikansk slavinna och en vit man från Korsika och såldes som slav med sin mor på Haiti. Hon hade även två bröder, som försvann under slavhandeln. Hon beskrivs som en kvinna med långt silkeslent hår och gröna ögon. 
Under ceremonin i Bois Caiman 1791 officierade hon tillsammans med maroonen Dutty Boukman. Fatiman agerade besatt av voodoogudinnan Erzulie och erbjöd de samlade slavarna blodet från en offrad gris som hon skurit halsen av, medan Boukman uppmanade dem att avge en ed att göra uppror mot slaveriet. Detta har kallats för den utlösande katalysatorn av revolutionen. Många av de blivande ledarna av revolutionen var närvarande vid detta tillfälle, bland andra Georges Biassou, Jeannot Bullet och Jean François Papillon.   
Fatiman gifte sig med generalen och den senare presidenten Jean-Louis Pierrot. Fatiman blev anmärkningsvärt gammal, 112 år, men beskrivs som fullt psykiskt klar fram till sin död.
Hon har kallats för en av den haitiska revolutionens fyra hjältinnor: Dédée Bazile, Sanité Bélair, Catherine Flon och Cécile Fatiman.